# Caius Claudius Marcellus (Kr. e. 50)
Caius Claudius Marcellus (? – Kr. e. 41 k.) római politikus. Családja a plebeius Claudiusok közé tartozott. Édesapja, maga is Caius, Kr. e. 80-ban volt praetor, és Szicília igazságos helytartójaként szerzett múlhatatlan érdemeket. Apján keresztül már fiatal korától kiérdemelte Cicero barátságát.
Családjával együtt a senatus Pompeiust támogató csoportjához tartozott, annak ellenére, hogy felesége Octavia volt, Julius Caesar unokahúgának a lánya. Kr. e. 50-ben unokatestvérét, Marcust váltotta a consulságban, Kr. e. 49-ben pedig másik unokatestvérének, Caiusnak adta át a stafétát. Ez utóbbival gyakran összekeverik, ugyanis sok esetben még az ókori szerzők műveiből sem derül ki, hogy éppen melyikükről esik szó.
Consulként Pompeius egyik legszélsőségesebb hívének bizonyult, azonban intézkedéseinek hatásosságát jelentősen csökkentette consultársa, Lucius Aemilius Lepidus Paullus, illetve Caius Curio néptribunus, akiket nemrég sikerült megnyernie a hadvezérnek. Március 1-jén beterjesztette javaslatát Caesar megbízatásának visszavonásáról, ám Curio közbeavatkozása miatt nem ért el semmiféle eredményt. A későbbiekben Pompeius betegsége és a következő évre szóló választások miatt az ügy elhalasztódott, azonban a consul eredményt is elkönyvelhetett magának: elérte, hogy a senatus annak címén, hogy szükség van rájuk a pártusok elleni hadjárathoz, elvonjon két legiót Caesartól. Amint a katonák Itáliába érkezetek, újabb parancsig Capuába vezényelték őket.
Közben zajlott a vita a senatusban Caesar hatalomtól való megfosztásáról, azonban Curio továbbra is ragaszkodott hozzá, hogy ebben az esetben Pompeiusszal is hasonlóképpen kell eljárni. Marcellus ismét hiába próbálta keresztülvinni saját pártja akaratát. Nemsokára azonban az a rémhír kezdett szállingózni Rómában, hogy Caesar négy legio élén közeleg, mire Marcellus azonnal javaslatot tett Pompeius kinevezésére minden Itáliában állomásozó haderő élére. Mindhiába, javaslatát nem fogadták el. Ekkor különös lépésre ragadtatta el magát: egymaga saját felelősségére – csak a jövő évre megválasztott két consul, unokatestvére és Lucius Cornelius Lentulus Crus támogatásával – ráruházta Pompeiusra a főparancsnokságot.
Consuli évében tanúsított határozottságával éles ellentétben állt a polgárháború idején mutatott félénksége. Sokáig győzködte például Cicerót, hogy maradjon Rómában, és még azután sem tudta elszánni magát a menekülésre, hogy a szónok is Epirosba távozott. Talán ez volt a szerencséje, ám felesége személye is hozzásegíthette ahhoz, hogy a hódító gyorsan megkegyelmezett neki. Kr. e. 47-ben már ő könyörögte ki Mütilénében rejtőző unokafivére, Marcus számára a kegyelmet. Octavia férjeként később is közmegbecsülésnek örvendett. Halálának pontos dátuma nem ismeretes, de tudjuk, hogy Kr. e. 41-ben még élt, ugyanis amikor a következő évben özvegye, Octavia hozzáment Marcus Antoniusoz, még terhes volt tőle.
Három gyermeke született Octaviától, akik közül Marcus nevű fia sógora, Augustus első örökösjelöltje lett. Két lányuk is volt, azonban közülük csak az egyik – Claudia Marcella – sorsa ismeretes: először Marcus Vipsanius Agrippa, majd Iullus Antonius felesége lett.